# Appendicula verruculifera
Appendicula verruculifera är en orkidéart som beskrevs av Johannes Jacobus Smith. Appendicula verruculifera ingår i släktet Appendicula och familjen orkidéer. Inga underarter finns listade i Catalogue of Life.